# 2008年の航空
< 2008年
2007年の航空 - 2008年の航空 - 2009年の航空

## 航空に関する出来事
- 1月17日 - ロンドン・ヒースロー空港で、ブリティッシュ・エアウェイズ38便ボーイング777が失速し滑走路手前の緑地に着陸、左主翼などを破損し、17人が負傷（→ブリティッシュ・エアウェイズ38便事故）。
- 3月31日 - アロハ航空が破産し旅客便の運航を停止した。
- 4月14日 - アメリカ合衆国のデルタ航空がノースウエスト航空の買収による合併を合意。
- 8月18日 - Edward Kasprowicz とSteven Sheikの搭乗するヘリコプターアグスタ A109が平均136.7km/hで世界一周飛行を行い、ヘリコプターによる世界一周飛行の平均速度などの記録を樹立した。[1]

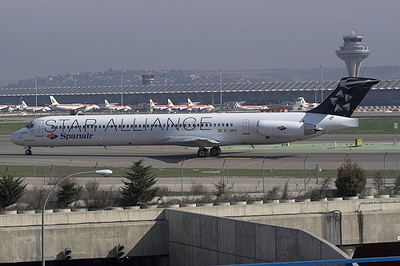
マクドネル・ダグラス MD-82（機体記号:EC-HFP）

- 8月20日 - スパンエアー5022便（JK5022便）のマクドネル・ダグラス MD-82がスペイン、マドリードのマドリード・バラハス国際空港で離陸に失敗し乗員乗客154人が事故の犠牲になった。（スパンエアー5022便離陸失敗事故）
- 9月26日 - スイスの発明家、パイロットのイブ・ロッシーが背中にジェットエンジンを搭載した翼をつけて9分7秒でドーバー海峡を横断した。
- 9月28日 - アメリカ合衆国の民間企業スペースX社により設計、製造された商業用打ち上げロケット、ファルコン1の打ち上げが成功した。
- 10月 - 先天性異常で手を持たない女性、ジェシカ・コックスが3年の訓練の後、ライトスポーツ飛行機の免許を取得した。
- 10月1日-2日 - カリフォルニア州東部マンモス・レークス近くの山中で2007年9月3日に行方不明になった、スティーヴ・フォセットのものと見られる遺留品が発見され、翌2日に搭乗していた単発小型機（ベランカ/アメリカン・チャンピオン8KCABスーパーデカスロン）の残骸と遺体を発見された。
- 11月28日 - 中国が自主開発する初めてのジェット旅客機、中国商用飛機有限公司 (COMAC)のARJ21が初飛行した。
- 12月21日 - 、スペースシップツー宇宙船を発射するために使用される、輸送用のジェット航空機、ホワイトナイトツーが初飛行した。

## 2008年に初飛行した機体の画像

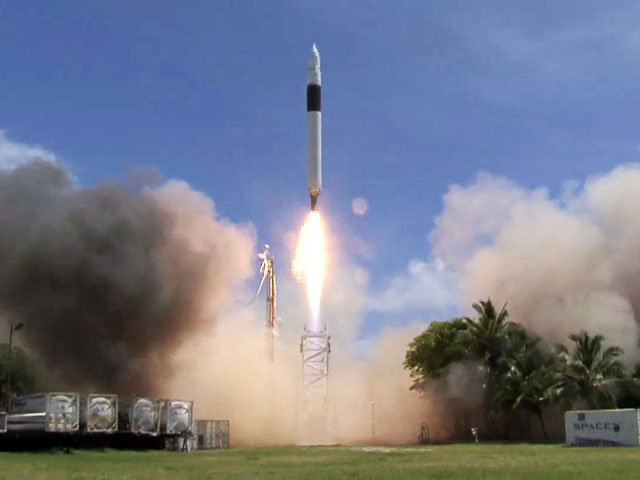
ファルコン1 （9月28日）
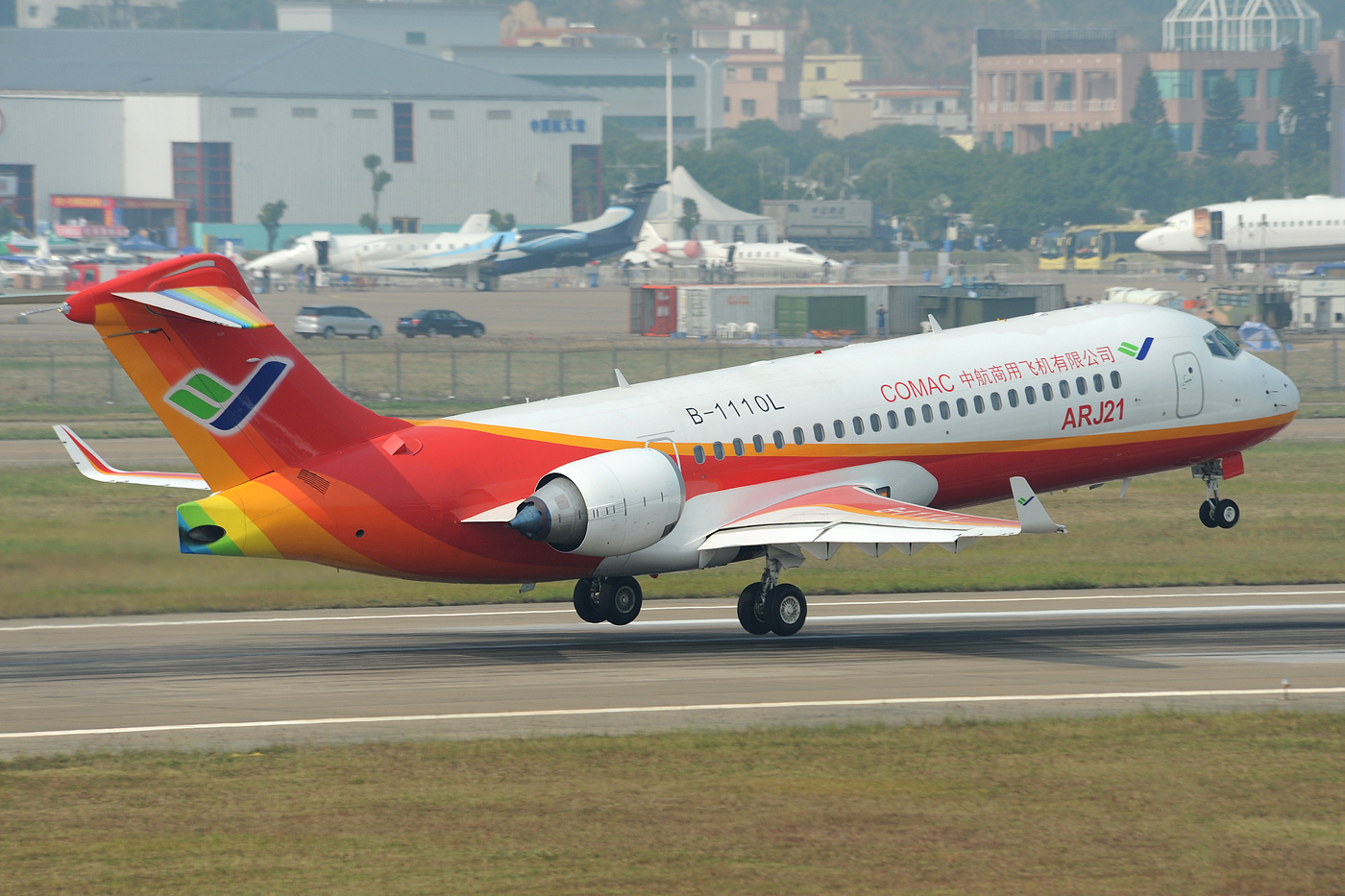
ARJ21 （11月28日）
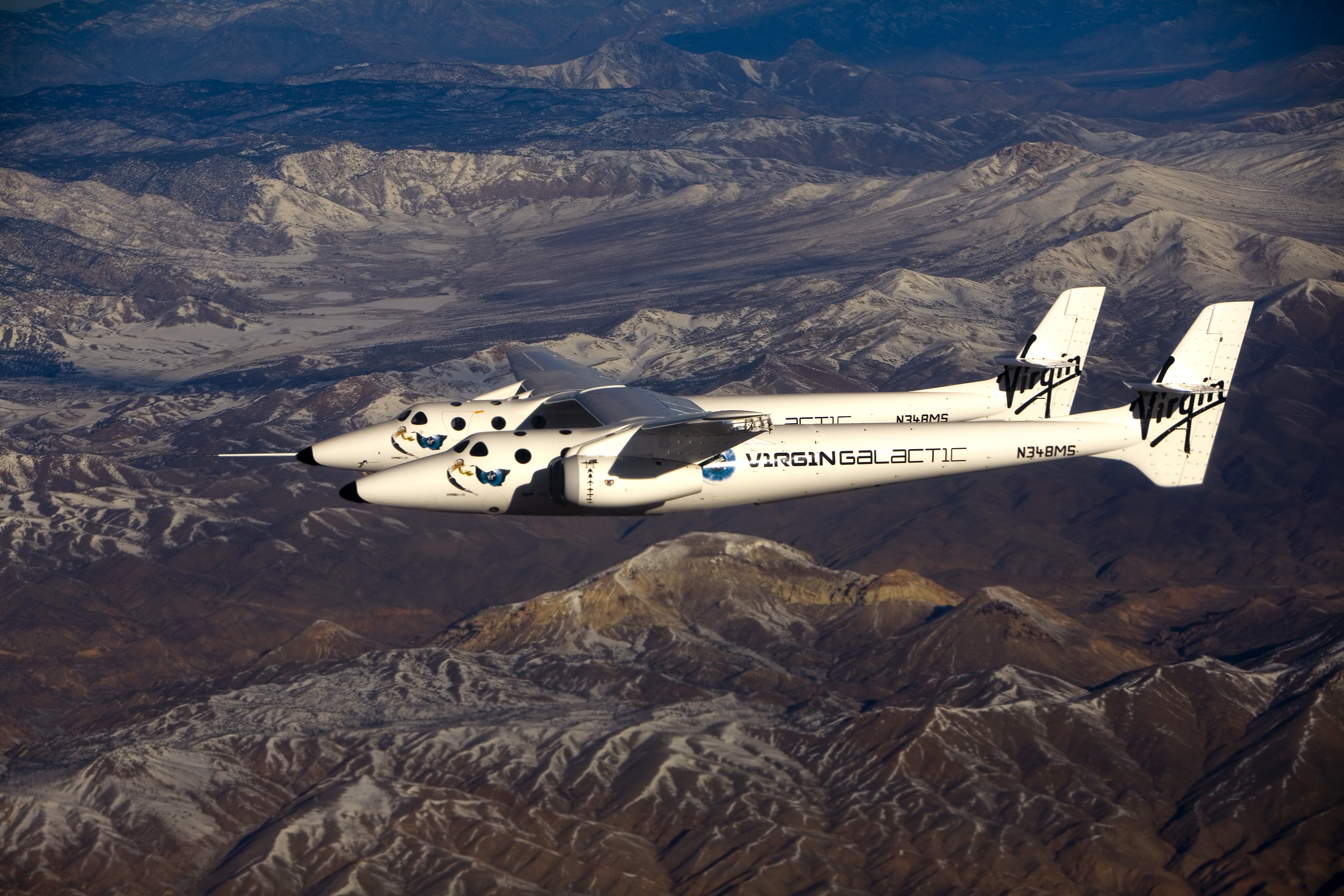
ホワイトナイトツー VMS Eve（12月21日）

## 航空に関する賞の受賞者
- FAI・ゴールド・エア・メダル：Jiří Kobrle（チェコのアエロバティック・パイロット、FAI副会長）
- デラボー賞： Edward Kasprowicz (USA)、Steven Sheik (USA) 他
- フランス飛行クラブ大賞（Grande Médaille de l'Aéro-Club de France ）：Equipage de l'Unité EH 01.067 "RESCO" (Recherche & Sauvetage au Combat) de l'Armée de l'Air
- イギリス飛行クラブ金賞：Volare フリーフライ・チーム（スカイ・ダイビング大会での優勝）